# Guardian Rock
Der Guardian Rock (von englisch guardian ‚Beschützer, Wächter, Hüter‘) ist ein niedriger Klippenfelsen vor der Loubet-Küste des Grahamlands auf der Antarktischen Halbinsel. Im Bigourdan-Fjord liegt er 2,5 km nördlich des Parvenu Point der Pourquoi-Pas-Insel.
Der Falkland Islands Dependencies Survey nahm zwischen 1948 und 1949 eine erste Vermessung vor. Seinen Namen erhielt der Felsen wegen seiner geographischen Position in der nordwestlichen Einfahrt zur Meerenge The Narrows.